# The Slickee Boys
The Slickee Boys sono stati un gruppo musicale statunitense, attivi dal 1976 al 1991.

## Storia del gruppo
La band si è formata a Washington nel 1976. La line-up originaria è costituita dal chitarrista Kim Kane, dal polistrumentista Marshall Keith e dalla cantante Martha Hull. Insieme realizzano il primo lavoro in studio, Separated Vegetables, un album composto prevalentemente da cover alternative rock.
Nel 1978 Mark Noone sostituisce la vocalist Hull e prende le redini del complesso.
Nel 1983 esce il secondo long play, Cybernetic Dreams of Pi. Il disco è pubblicato dalla Twin/Tone Records e riceve un ottimo consenso di pubblico e critica. Per il singolo When I Go To The Beach viene realizzato un videoclip trasmesso su MTV. Il filmato diventa virale. La band, frattanto, si esibisce nei locali underground più famosi della capitale e compie un tour perfino in Europa.
Dopo aver ultimato altri due lavori in studio, il gruppo si scioglie definitivamente all'inizio degli anni Novanta.
Il brano Gotta Tell Me Why viene inserito, nel 2019, all'interno della colonna sonora di The Deuce - La via del porno.

## Formazione
Ultima line-up
- Marshall Keith - chitarra elettrica, tastiere, cori
- Kim Kane - chitarra elettrica, chitarra acustica, cori
- Mark Noone - cantante
- Giles Cook - batteria

## Discografia
Album in studio
- 1977 - Separated Vegetables
- 1983 - Cybernetic Dreams of Pi
- 1985 - Uh Oh… No Breaks!
- 1988 - Fashionably Late